# Istočni Falkland
Istočni Falkland (španjolski: Isla Soledad) je najveći otok na Falklandskim otocima, površine od 6 605 kvadratnih kilometara, nalazi se u južnom Atlantiku. Na otoku, i to gotovo isključivo na njegovom sjevernom dijelu živi najveći dio stanovnika Falklandskih otoka. Južna polovica otoka zove se Lafonia, spojena je uskom prevlakom sa sjevernim dijelom.

## Zemljopisne odlike
Najviši vrh na otoku je Mount Usborne visok 705 m. Otok je blago brdovit, pun kamenih stijena, pokriven vrijesištima i močvarnim poljima.

## Stanovništvo i infrastruktura na otoku
Na Istočnom Falklandu najveće naselje je Stanley, glavni grad arhipelaga i najveća morska luka.
Na otoku postoje dvije zračne luke s betonskim pistama; Port Stanley 
Airport i RAF Mount Pleasant. Otok ima jedan svjetionik kod Rta (Cape) Pembroke blizu Stanleya. Na Istočnom Falklandu ima i najviše cesta u čitavom arhipelagu, koje su vrlo skromne i loše.

### Važnija naselja na otoku
- Stanley
- Port Louis
- Darwin
- Port San Carlos
- San Carlos
- Salvador
- Johnson Harbour
- Fitzroy
- Mare Harbour
- Goose Green

## Gospodarstvo
Glavne grane gospodarstva na otoku su; ribarstvo, uzgoj ovaca, turizam i rad u lokalnoj upravi. Zemljoradnja, usprkos velikim količinama zemlje, slabo je razvijena, zbog hladnog podneblja, velike količine vlage i kiselosti tla. Uspješno se uzgajaju samo rijetke vrste zobi.
Luka u glavnom gradu Stanleyu, u posljednje vrijeme postala je polazišna točka za sve brojnije velike turističke cruisere, koji organiziraju turistička putovanja po južnom Atlantiku i Antartiku.
Veliku ulogu u otočnom gospodarstvu ima i vojna baza Britanskog kraljevskog zrakoplovstva (RAF) na Mount Pleasantu, u kojoj je smještena brojna stalna posada. ( njih par stotina, ali na svega 2 tisuće stalnih stanovnika).

## Vanjske poveznice
- Detaljna karta otočja
- Galerija slika Istočnog Falklanda